# Anne Archer
Anne Archer (Los Angeles, 24 agosto 1947) è un'attrice statunitense, candidata ai Premi Oscar 1988 come miglior attrice non protagonista per la sua interpretazione in Attrazione fatale.

## Biografia
Figlia degli attori John Archer e Marjorie Lord, ha un fratello, Gregg. I suoi genitori divorziarono quando lei aveva sei anni. Nel 1978 recita in Taverna Paradiso e Commando Black Tigers, rispettivamente al fianco di Sylvester Stallone e Chuck Norris, mentre nel 1987 interpreta il ruolo della moglie di Michael Douglas in Attrazione fatale. È nota, inoltre, per le sue interpretazioni nei film Giochi di potere (1992) e Sotto il segno del pericolo (1994), in entrambi i quali recita al fianco di Harrison Ford.

## Vita privata
È stata sposata dal 1969 al 1977 con l'uomo d'affari William Davis da cui ha avuto un figlio, Tommy, nato nel 1972. Dal 1978 è sposata con il produttore Terry Jastrow, da cui ha avuto un altro figlio, Jeffrey Tucker, nato nel 1984.

## Filmografia parziale

### Cinema
- Prenotazione annullata (1972)

- L'esibizionista (The Honkers), regia di Steve Inhat (1972)
- Violenza ad una minorenne (Trackdown), regia di Richard T. Heffron (1976)
- Commando Black Tigers (Good Guys Wer Black), regia di Ted Post (1978)
- Taverna Paradiso (Paradise Alley), regia di Sylvester Stallone (1978)
- Eroe offresi (Hero at Large), regia di Martin Davidson (1980)
- Blitz nell'oceano (Raise the Titanic), regia di Jerry Jameson (1980)
- Ghiaccio verde (Green Ice), regia di Ernest Day (1981)
- Attrazione fatale (Fatal Attraction), regia di Adrian Lyne (1987)
- Un amore passeggero (Love at Large), regia di Alan Rudolph (1990)
- Rischio totale (Narrow Margin), regia di Peter Hyams (1990)
- L'esercizio del potere (Eminent Domain), regia di John Irvin (1990)
- Giochi di potere (Patriot Games), regia di Phillip Noyce (1992)
- Body of Evidence, regia di Uli Edel (1993)
- America oggi (Short Cuts), regia di Robert Altman (1994)
- Sotto il segno del pericolo (Clear and Present Danger), regia di Phillip Noyce (1994)
- Desert Moon (Mojave Moon), regia di Kevin Dowling (1996)
- Regole d'onore (Rules of Engagement), regia di William Friedkin (2000)
- L'arte della guerra (The Art of War), regia di Christian Duguay (2000)
- L'uomo di casa (Man of the House), regia di Stephen Herek (2005)
- End Game, regia di Andy Cheng (2006)
- Felon - Il colpevole (Felon), regia di Ric Roman Waugh (2008)
- La rivolta delle ex (Ghosts of Girlfriends Past), regia di Mark Waters (2009)
- Lullaby, regia di Andrew Levitas (2014)

### Televisione
- Bob & Carol & Ted & Alice – serie TV, 12 episodi (1973)
- La casa nella prateria (Little House on the Prairie) – serie TV, episodio 1x17 (1975)
- Uno sceriffo a New York (McCloud) – serie TV, episodio 6x05 (1976)
- Switch – serie TV, 3 episodi (1975-1976)
- The Family Tree – serie TV, 6 episodi (1983)
- Falcon Crest – serie TV, 22 episodi (1985)
- The Man in the Attic, regia di Graeme Campbell – film TV (1995)
- Boston Public – serie TV, 3 episodi (2003)
- The L Word – serie TV, 3 episodi (2004)
- C'è sempre il sole a Philadelphia (It's Always Sunny in Philadelphia) – serie TV, 3 episodi (2006)
- Ghost Whisperer - Presenze (Ghost Whisperer) – serie TV, 4 episodi (2006-2008)
- Privileged – serie TV, 18 episodi (2008-2009)
- Law & Order - Unità vittime speciali (Law & Order: Special Victims Unit) – serie TV, episodio 19x22 (2018)
- The Dropout – miniserie TV (2022)

## Riconoscimenti
- Premio Oscar
  - 1988 – Candidatura alla miglior attrice non protagonista per Attrazione fatale

- Golden Globe
  - 1988 – Candidatura alla miglior attrice non protagonista per Attrazione fatale

- BAFTA
  - 1989 – Candidatura alla miglior attrice non protagonista per Attrazione fatale' per Attrazione fatale

## Doppiatrici italiane
Nelle versioni in italiano dei suoi film, Anne Archer è stata doppiata da: 
- Cinzia De Carolis in Commando Black Tigers, Rischio totale (ridoppiaggio), America oggi, The Dropout
- Micaela Esdra in Giochi di potere, Sotto il segno del pericolo, Regole d'onore
- Roberta Paladini in Attrazione fatale, Body of Evidence, The Iris Effect
- Serena Verdirosi in Amare per vivere, L'uomo di casa, The L Word
- Vittoria Febbi in Taverna Paradiso, Blitz nell'oceano
- Rossella Izzo ne L'arte della guerra, Privileged
- Angiola Baggi ne Felon - Il colpevole, La rivolta delle ex
- Paila Pavese in Rischio totale, Boston Public
- Annarosa Garatti ne La casa nella prateria
- Ludovica Marineo in The Man in the Attic
- Franca D'Amato in Ghost Whisperer - Presenze
- Daniela Nobili in Single in attesa di divorzio
- Isabella Pasanisi in End Game